# Конно, Форд
Форд Хироси Конно (англ. Ford Hiroshi Konno; 1 января 1933, Гонолулу) — американский пловец, двукратный олимпийский чемпион 1952 год.
Был женат на американской пловчихе Эвелин Кавамото (1933—2017).

## Карьера
На Олимпиаде в Хельсинки Конно выиграл две золотые медали с олимпийским рекордом в плавании вольным стилем на 1500 метров и в эстафете 4×200 метров. Также он завоевал серебряную медаль на дистанции 400 метров, уступив французу Жану Буатё. В 1956 году в Мельбурне Конно выиграл серебро в эстафете 4×200 метров вольным стилем.

## Образование
Выпускник университета штата Огайо.